# Campionato sudamericano maschile under 20 di calcio 1977
Il Campionato sudamericano di calcio Under-20 1977, 8ª edizione della competizione organizzata dalla CONMEBOL e riservata a giocatori Under-20, è stato giocato in Venezuela. Le tre migliori classificate si sono qualificate per il Campionato mondiale di calcio Under-20 1977.

## Partecipanti
Partecipano al torneo le rappresentative delle 9 associazioni nazionali affiliate alla Confederación sudamericana de Fútbol (non è presente l'Ecuador under 20):
| - Argentina under 20 - Bolivia under 20 - Brasile under 20 - Cile under 20 - Colombia under 20 |  | - Paraguay under 20 - Perù under 20 - Uruguay under 20 - Venezuela under 20 |

## Città
La Federazione calcistica venezuelana scelse come luoghi deputati a ospitare la manifestazione le città di Caracas, Valencia e Mérida.

## Formato

### Fase a gironi
Le 9 squadre partecipanti alla prima fase sono divise in due gruppi da cinque ciascuno e si affrontano in un girone all'italiana con gare di sola andata. Passano al secondo turno le prime due classificate in ogni gruppo.
In caso di arrivo a pari punti in classifica, la posizione si determina seguendo in ordine:
- Differenza reti;
- Numero di gol realizzati;
- Risultato dello scontro diretto;
- Sorteggio.

## Fase a gironi
Legenda
|  | Qualificata alla fase successiva |

### Gruppo A
| Squadra           | P.ti | G | V | P | S | GF | GS | DR |
| ----------------- | ---- | - | - | - | - | -- | -- | -- |
| Brasile under 20  | 6    | 3 | 3 | 0 | 0 | 9  | 1  | +8 |
| Cile under 20     | 4    | 3 | 2 | 0 | 1 | 5  | 4  | +1 |
| Colombia under 20 | 2    | 3 | 1 | 0 | 2 | 2  | 5  | -3 |
| Bolivia under 20  | 0    | 3 | 0 | 0 | 3 | 1  | 7  | -6 |

| 16 aprile 1977 | Colombia | 2 – 1 | Bolivia |  |

| 18 aprile 1977 | Cile | 2 – 0 | Colombia |  |

| 21 aprile 1977 | Brasile | 3 – 0 | Bolivia |  |

| 24 aprile 1977 | Cile | 2 – 0 | Bolivia |  |

| 24 aprile 1977 | Brasile | 2 – 0 | Colombia |  |

| 27 aprile 1977 | Brasile | 4 – 1 | Cile |  |

### Gruppo B
| Squadra            | P.ti | G | V | P | S | GF | GS | DR |
| ------------------ | ---- | - | - | - | - | -- | -- | -- |
| Paraguay under 20  | 7    | 4 | 3 | 1 | 0 | 8  | 4  | +4 |
| Uruguay under 20   | 6    | 4 | 2 | 2 | 0 | 6  | 2  | +4 |
| Perù under 20      | 3    | 4 | 1 | 1 | 2 | 7  | 9  | -2 |
| Argentina under 20 | 2    | 4 | 0 | 2 | 2 | 3  | 5  | -2 |
| Venezuela under 20 | 2    | 4 | 0 | 2 | 2 | 1  | 5  | -4 |

| 16 aprile 1977 | Paraguay | 5 – 3 | Perù |  |

| 16 aprile 1977 | Argentina | 1 – 1 | Uruguay |  |

| 18 aprile 1977 | Paraguay | 2 – 1 | Argentina |  |

| 18 aprile 1977 | Perù | 1 – 1 | Venezuela |  |

| 21 aprile 1977 | Perù | 2 – 1 | Argentina |  |

| 21 aprile 1977 | Uruguay | 3 – 0 | Venezuela |  |

| 24 aprile 1977 | Uruguay | 0 – 0 | Paraguay |  |

| 24 aprile 1977 | Argentina | 0 – 0 | Venezuela |  |

| 27 aprile 1977 | Uruguay | 2 – 1 | Perù |  |

| 27 aprile 1977 | Paraguay | 1 – 0 | Venezuela |  |

## Fase finale
| Squadra           | P.ti | G | V | P | S | GF | GS | DR |
| ----------------- | ---- | - | - | - | - | -- | -- | -- |
| Uruguay under 20  | 5    | 3 | 2 | 1 | 0 | 5  | 0  | +5 |
| Brasile under 20  | 5    | 3 | 2 | 1 | 0 | 4  | 1  | +3 |
| Paraguay under 20 | 1    | 3 | 0 | 1 | 2 | 2  | 5  | -3 |
| Cile under 20     | 1    | 3 | 0 | 1 | 2 | 1  | 6  | -5 |

| 30 aprile 1977 | Cile | 1 – 1 | Paraguay |  |

| 30 aprile 1977 | Brasile | 0 – 0 | Uruguay |  |

| 4 maggio 1977 | Brasile | 1 – 0 | Cile |  |

| 4 maggio 1977 | Uruguay | 1 – 0 | Paraguay |  |

| 6 maggio 1977 | Brasile | 3 – 1 | Paraguay |  |

| 6 maggio 1977 | Uruguay | 4 – 0 | Cile |  |

## Classifica marcatori
| Gol |  |  | Giocatore   | Squadra          |
| --- |  |  | ----------- | ---------------- |
| 4   |  |  | Guina       | Brasile under 20 |
| 4   |  |  | Amaro Nadal | Uruguay under 20 |